# HD 192263
HD 192263 ist ein Stern der achten Helligkeitsklasse im Sternbild Aquila. Es handelt sich um einen Hauptreihenstern der Spektralklasse K0. Der Stern ist somit etwas kühler und etwas weniger hell als unsere Sonne. Mit sehr guten Ferngläsern und Teleskopen ist der Stern nachts gut auszumachen. HD 192263 ist ein BY-Draconis-Veränderlicher. Im Jahr 2019 hat er anlässlich des 100-Jahre-Jubiläums der Internationalen Astronomischen Union (IAU) den Namen Phoenicia erhalten.
Immer wieder wurden Entdeckungen von Begleitern des Sternes verkündet, die sich im Nachhinein jedoch nicht bestätigen ließen. Die Tatsache, dass der Stern sich praktisch auf der Äquatorebene der Erde befindet, mag hierzu beigetragen haben. Seit 1999 ist jedoch klar, dass HD 192263 von mindestens einem Planeten umkreist wird.

## HD 192263 b
Hauptartikel: HD 192263 b
Da aufgrund der großen Zahl der neuentdeckten Planeten diese keine Eigennamen mehr erhalten (also nicht so wie Mars, Jupiter etc. zum Beispiel den Namen eines Gottes) werden neuentdeckte Objekte alphabetisch durchnummeriert. Daher heißt der Begleiter des Sternes einfach „b“, also HD 192263 b.
Die Masse des gefundenen Begleiters beträgt mindestens drei Viertel der Masse des Jupiter, sein fast kreisförmiger Orbit um den Stern dauert etwa 24 Tage. Der Abstand zum Stern beträgt etwa 0,15 AE und ist damit deutlich kleiner als der Abstand der Erde zur Sonne.

## Referenzen
- Santos et al.: The CORALIE survey for Southern extra-solar planets III. A giant planet in orbit around HD 192263. In: Astronomy and Astrophysics. 356. Jahrgang, 2000, S. 599–602 (springer.de).
- Vogt et al.: Six New Planets from the Keck Precision Velocity Survey. In: The Astrophysical Journal. 536. Jahrgang, Nr. 2, 2000, S. 902 – 914 (uchicago.edu).
- Henry et al.: A False Planet around HD 192263. In: The Astrophysical Journal. 577. Jahrgang, Nr. 2, 2002, S. L111 – L114 (uchicago.edu).
- Santos et al.: The CORALIE survey for southern extra-solar planets XI. The return of the giant planet orbiting HD 192263. In: Astronomy and Astrophysics. 406. Jahrgang, 2003, S. 373–381 (edpsciences.org).